# 亞洲血蜱
亞洲血蜱（学名：Haemaphysalis asiatica）为硬蜱科血蜱屬下的一个种。